# Bomarea salsilla
Bomarea salsilla är en alströmeriaväxtart som först beskrevs av Carl von Linné, och fick sitt nu gällande namn av Charles-François Brisseau de Mirbel. Bomarea salsilla ingår i släktet Bomarea och familjen alströmeriaväxter. Inga underarter finns listade i Catalogue of Life.

## Bildgalleri

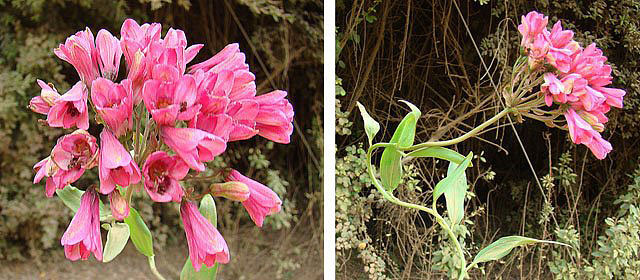
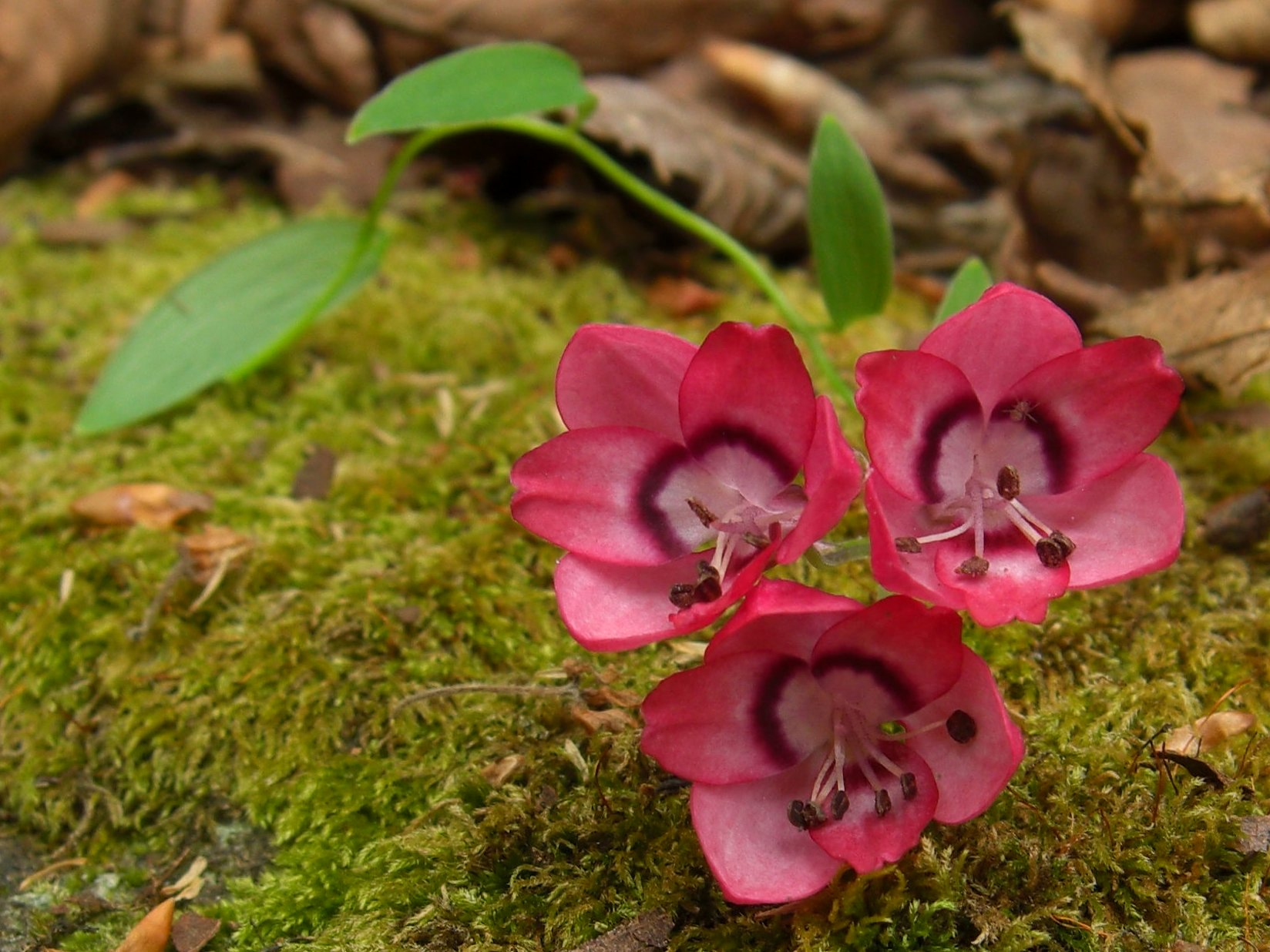